# HINT1
La HINT1 (acronimo dall'inglese: Histidine triad nucleotide-binding protein 1) è una proteina che nell'organismo umano prodotta dal gene HINT1.
È coinvolta, secondo un meccanismo ancora non chiaro, nella fisiopatologia di varie malattie psichiatriche in particolare nella omeostasi cellulare dello ione Ca2+ .
Uno studio del 2012 mostra che l'HINT1 tiene sotto controllo due importanti oncogeni: la ciclina D1 che stimola la proliferazione cellulare; la ciclina BLC2 che previene la morte delle cellule danneggiate e percilose. 

Si è visto che nei casi di melanoma la proteine è ridotta o inattiva, e viceversa una sua riattivazione riduce crescita e malignità del tumore, stimando una correlazione del 40% fra melanomi e HINT1 .